# Mesochorus ontariensis
Mesochorus ontariensis là một loài tò vò trong họ Ichneumonidae.